# 科爾伯恩山
科爾伯恩山（英語：Mount Colburn）是南極洲的山峰，位於瑪麗伯德地，處於謝潑德島中東部，海拔高度520米，在1962年2月4日由美國海軍繪入地圖，現時由南極條約體系管理。